# Mark Jones (rugbista 1965)
Mark Alun Jones (Tredegar, 22 giugno 1965 – Abu Dhabi, 22 maggio 2025) è stato un rugbista internazionale a 13 (nel ruolo di pilone) e a 15 (come terza linea centro) che rappresentò il Galles in entrambe le discipline nonché la Gran Bretagna nel XIII.